# سانسي بلوكرو

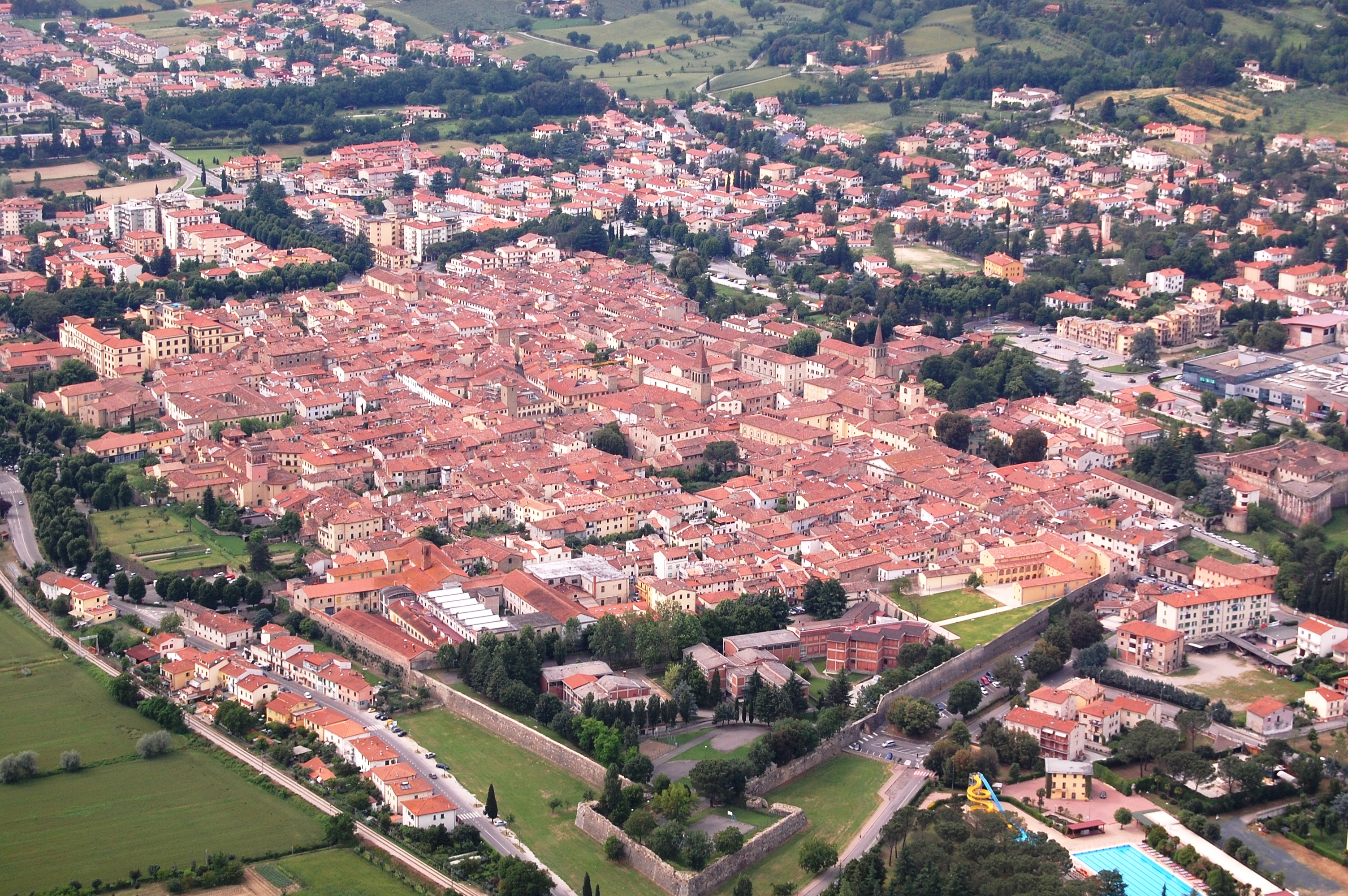
Aerial view of Sansepolcro

سانسي بلوكرو، (بالإنجليزية: Sansepolcro)‏، هي بلدة ومدينة تأسست في القرن الحادي عشر، وتقع في مقاطعة أريتسو الإيطالية في الجزء الشرقي من منطقة توسكانا.

## السكان
في سنة 1861 بلغ عدد السكان 7٬870 نسمة، وتطور العدد ليصل في سنة 2011 لـ 16٬108 نسمة.
يظهر هذا المخطط البياني تطور النمو السكاني لـ سانسي بلوكرو

## توأمة
لسانسي بلوكرو اتفاقيات توأمة مع كل من:
- نوشاتيل
- Neuves-Maisons [الإنجليزية]‏
- سيني، كرواتيا

## أعلام
- لوكا باتشولي
- بييرو ديلا فرانشيسكا
- ميشيل البرتي